# Melanothrix radiata
Melanothrix radiata är en fjärilsart som beskrevs av Karl Grünberg 1914. Melanothrix radiata ingår i släktet Melanothrix och familjen Eupterotidae. Inga underarter finns listade i Catalogue of Life.